# Dillon's Rolling Western
Dillon's Rolling Western, conocido en Japón como The Rolling Western (ザ・ローリング・ウエスタン Za Rōringu Uesutan?), es un videojuego descargable creado por Vanpool y publicado por Nintendo para la Nintendo 3DS. Fue lanzado exclusivamente para la Nintendo eShop, el juego se centra en el personaje principal Dillon, un armadillo antropomórfico que debe defender su villa de un grupo de enemigos parecidos a rocas llamados Grocks. Dillon's Rolling Western combina elementos de exploración 3D, secuencias de acción y tower defense. Fue revelado en el E3 2011 como The Rolling Western.
El 14 de febrero de 2013, Nintendo anuncio vía Nintendo Direct en América que estaban en la creación de una secuela para el juego, la cual fue lanzada en abril, con el título de Dillon's Rolling Western: The Last Ranger.

## Modo de juego
Dillon, el armadillo, es un Ranger encargado de proteger a los pueblos de las invasiones nocturnas de monstruos andantes de piedra llamados Grocks. Los Grocks atacan a los pueblos para alimentarse. Mientras que Dillon es capaz de atacar Grocks rodando en ellos, los Grocks a veces pueden superar en número a Dillon. Por lo tanto, los pueblos han establecido torres de defensa que pueden ser equipados con armas que atacan Grocks siempre que estén dentro del alcance. Para conseguir las armas, debe comprarlas, y a veces puede que tenga que construir la torre primero. Con el fin de mejorar las defensas de las aldeas, Dillon debe recoger los materiales, explorando las minas y derrotando Grocks, los materiales se pueden utilizar para construir puertas más fuertes para el pueblo. Cuanto más fuerte es una puerta, más difícil es para un Grock entrar.

## Apariciones
Dillon's Rolling Western Sale Como Asistente de Trofeo en Super Smash Bros 3DS/WIIU.